# Стохастичне числення Іто
Числення Іто — математична теорія, що описує методи маніпулювання з випадковими процесами, такими як броунівський рух (або вінерівський процес). Названа на честь творця, японського математика Кійосі Іто. Часто застосовується в фінансовій математиці і теорії стохастичних диференціальних рівнянь. Центральним поняттям цієї теорії є інтеграл Іто
{\displaystyle Y_{t}=\int \limits _{0}^{t}H_{s}\,dX_{s},}
де {\displaystyle X} — броунівський рух або, в загальнішому формулюванні, напівмартингал.
Можна показати, що шлях інтегрування для броунівського руху не можна описати стандартними техніками інтегрального числення. Зокрема, броунівський рух не є інтегрованою функцією в кожній точці шляху і має нескінченну варіацію на будь-якому часовому інтервалі. Таким чином, інтеграл Іто не може бути визначений у сенсі інтеграла Рімана — Стілтьєса. Проте, інтеграл Іто можна визначити строго, якщо помітити, що підінтегральна функція {\displaystyle H} є адитивним процесом; це означає, що залежність від часу {\displaystyle t} його середнього значення визначається поведінкою тільки до моменту {\displaystyle t}.

## Позначення
{\displaystyle \int \limits _{0}^{t}H\,dX\equiv \int \limits _{0}^{t}H_{s}\,dX_{s}}

## Інтегрування броунівського руху
{\displaystyle \int \limits _{0}^{t}H\,dB=\lim _{n\rightarrow \infty }\sum _{t_{i-1},t_{i}\in \pi _{n}}H_{t_{i-1}}(B_{t_{i}}-B_{t_{i-1}}).}

## Процес Іто
{\displaystyle X_{t}=X_{0}+\int \limits _{0}^{t}\sigma _{s}\,dB_{s}+\int \limits _{0}^{t}\mu _{s}\,ds.}

## Семімартингали, як інтегратори
{\displaystyle \int \limits _{0}^{t}H\,dX=\lim _{n\rightarrow \infty }\sum _{t_{i-1},t_{i}\in \pi _{n}}H_{t_{i-1}}(X_{t_{i}}-X_{t_{i-1}}).}

## Властивості
{\displaystyle J\cdot (K\cdot X)=(JK)\cdot X}
{\displaystyle [H\cdot X]=H^{2}\cdot [X]}

## Інтегрування частинами
{\displaystyle X_{t}Y_{t}=X_{0}Y_{0}+\int \limits _{0}^{t}X_{s-}\,dY_{s}+\int \limits _{0}^{t}Y_{s-}\,dX_{s}+[X,Y]_{t}}

## Лема Іто
{\displaystyle df(X_{t})=\sum _{i=1}^{d}f_{,i}(X_{t})\,dX_{t}^{i}+{\frac {1}{2}}\sum _{i,j=1}^{d}f_{,ij}(X_{t})\,d[X^{i},X^{j}]_{t}.}

## Мартингали-інтегратори

### Квадратично інтегровні мартингали
{\displaystyle \mathbb {E} \left((H\cdot M_{t})^{2}\right)=\mathbb {E} \left(\int \limits _{0}^{t}H^{2}\,d[M]\right).}

## Стохастична похідна
{\displaystyle \mathbb {D} _{B_{t}}S_{t}={\frac {\mathrm {d} \langle S,B\rangle _{t}}{\mathrm {d} \langle B,B\rangle _{t}}}={\frac {\mathrm {d} \langle S,B\rangle _{t}}{\mathrm {d} t}},}
{\displaystyle \mathbb {D} _{B_{t}}\int \limits _{0}^{t}X_{s}\mathrm {d} B_{s}=X_{t},}   and   {\displaystyle \int \limits _{0}^{t}\mathbb {D} _{B_{s}}S_{s}\mathrm {d} B_{s}=S_{t}-S_{0}-V_{t}.}